# Poka-joke
Poka-joke, je japonský výraz (angl.: fail-safing - to avoid (jokeru), inadvertent errors (poka), česky: zabraňování pochybení - vyhnout se (jokeru), neúmyslná chyba, opomenutí (poka)). V doslovném překladu znamená poka – neúmyslná chyba a joke – zmenšení, z čehož plyne, že poka–joke je systém, který se stará o minimalizaci neúmyslných chyb, chyb z nepozornosti, tzn. že průběh výroby je uzpůsoben tak, aby bylo možné jednu výrobní operaci provést pouze jedním způsobem. V praxi to znamená nastavit operace tak, aby dělník nemohl v sériové výrobě pochybit. Podle systému poka–joke jsou například různé zástrčky a konektory vhodně barevně a tvarově odlišeny, tudíž jednu zástrčku mohu zasunout pouze do příslušné zásuvky a to pouze jedním správným směrem. Systém poka–joke dělá výrobní operace chybuvzdornými.
Původně zněl výraz baka-joke, to ovšem v překladu znamenalo cosi jako "blbuvzdornost", proto byl název posléze změněn na jemnější poka-joke. Tato myšlenka je součástí TPS (Toyota Production System) a přišel s ní Šigeo Šingó (1909-1990).
Poka-joke je součást souboru metod štíhlé výroby (Lean Production), nízkonákladového, vysoce spolehlivého zařízení používaného v systému Džidóka, které zastaví proces a preventivně chrání výrobu před zmetky, nebo také procesní postup, který díky standardizaci umožňuje vykonat činnost pouze jediným možným způsobem. Tím se přímo v procesu téměř vyloučí možnost vykonat něco špatně.

## Příklad
Montáž klávesnice
Pokud na spodní straně potištěné klávesničky bude nějaký speciální tvar nebo výčnělek (např. druhý sloupek mimo osu celé klávesničky) a ten samý tvar - protikus bude v matrici klávesnice, pak bude možné tlačítko s natištěným symbolem vložit do klávesničky vždy jen jedním směrem - správně.